# Мамедов, Алиашраф Вейсал оглы
Алиашраф Вейсал оглы Мамедов (азерб. Ələşrəf Veysəl oğlu Məmmədov; 1 ноября 1931, Илису, Кахский район — 26 августа 2003, Баку) — азербайджанский и советский геолог, доктор геолого-минералогических наук (1971), профессор (1988), лауреат Государственной премии Азербайджанской ССР (1978), член-корреспондент Академии наук Азербайджанской ССР (1989), действительный член Национальной академии наук Азербайджана (2001).

## Биография
В 1953 году окончил факультет геологической географии Азербайджанского государственного университета.
В 1956 году получил степень доктора философии по геолого-минералогическим наукам.
В 1970 году защитил диссертацию на тему: «Геологическое строение и история развития Среднекуринской впадины в связи с нефтегазоносностью».
Доктор геолого-минералогических наук.
В 1988 году получил звание профессора.
Академик.
Работал в Институте геологии АН Азербайджана. Являлся младшим научным сотрудником. Участвовал в нефтяной экспедиции АН Азербайджана.
С 1971 до 2003 года являлся заведующим отдела палеогеографии Института географии Азербайджана.
Член-корреспондент НАНА (с 1989). Действительный член НАНА (с 2001).
Автор более 230 научных работ, 12 монографий, 6 атласов, 10 ценных карт. 66 работ опубликовано за рубежом.
Подготовил  3 доктора наук и 8 докторов философии.
Являлся членом комиссий систем по неогенному и четвёртому периоду комитета Российской межуправленческой стратиграфии.
Член Совета специалистов по повышению квалификации геологоразведки нефти и газа в Азербайджане.
Член экспертного совета по наукам о Земле Высшей аттестационной комиссии при Президенте Азербайджана.
Сопредседатель специализированного совета по защите Института геологии и геофизики НАНА.
Заместитель главного редактора журнала «Новости» (серия «Наук о Земле») НАНА.
Член бюро Национального комитета геологов Азербайджана.
Председатель комиссии Азербайджанского стратиграфического межведомственного комитета «Неоген».
Умер в Баку в 2003 году.
1 ноября 2021 года состоялась презентация книги «Академик Алашраф Вейсал оглы Мамедов 90», посвящённой учёному.

## Научный вклад
Изучал геотектонические и палеогеографические условия и тектоническую структуру нефтегазоносных районов Азербайджана.
Установил структуру поверхности и глубинных отложений реки Куры. 
Изучал отложения нефти и газа в средней Куре.
Исследовал мезозойский и кайнозойский период Каспийского моря.
Изучил хроностратиграфию четвёртого периода месторождений в Азербайджане и Каспийском регионе.
Установил радиометрическую шкалу позднего кайнозоя в Азербайджане и Южном Кавказе.
Изучал палеоландшафт и палеоклимат Азербайджана.
Изучал геологическое строение депрессивных зон Азербайджана.
В результате его работ были открыты нефтяные участки Мурадханлы, Джафарли, Шихбагы, Зардаб, Терсделлер, Гурзундаг.
Основатель азербайджанской школы палеогеографии.

## Научные труды
- «Палеогеография Азербайджана в раннем и среднем плейстоцене» (1988)[2]

## Награды
- Государственная премия Азербайджанской ССР (1978)
- Национальная премия Азербайджана имени Г. З. Тагиева
- Медаль «За доблестный труд»